# Вельяминовка (Рязанская область)
Вельяминовка — деревня в Старожиловском районе Рязанской области. Входит в Мелекшинское сельское поселение

## География
Находится в западной части Рязанской области на расстоянии приблизительно 19 км на юго-восток по прямой от районного центра поселка Старожилово на левом берегу реки Проня.

## История
В 1859 году здесь (тогда деревня Пронского уезда Рязанской губернии) было учтено 11 дворов, в 1897 году — 30.

## Население
Численность населения: 97 человек (1859 год), 203 (1897), 3 в 2002 году (русские 100 %), 13 в 2010.